# Varemangel i Venezuela
Varemangel i Venezuela har været fremherskende siden vedtagelsen af priskontrol og andre politikker under Hugo Chávez' økonomiske politik fra ca. 2010 og frem. Under den efterfølgende præsident, Nicolás Maduros regering er disse varemangler blevet mere udbredt som følge af regerings politik om at tilbageholde amerikanske dollars fra importører med priskontrol. Varemangel sker for regulerede produkter som mælk, forskellige typer kød, kylling, kaffe, ris, olie, visse typer mel, smør og visse basisvarer som toiletpapir, personlige hygiejneprodukter og medicin. Som resultat af disse varemangler er befolkningen i landet nødsaget til at lede efter mad, stå i lange køer i timevis, og nogle gange affinde sig med at mangle visse produkter.

## Historie
Siden 1990'erne er fødevareproduktionen i Venezuela faldet kontinuerligt, hvilket begyndte med at den bolivarianske regering der startede med at importere fødevarer for landets, på dette tidspunkt, meget store profit på olie. I 2003 etablerede regeringen CADIVI (det nuværende CENCOEX), en valutakontrol til at håndtere og styre kapitalflugt ved at lave grænser for valutavekslinger for det enkelte individ. Denne valutakontrol er blevet udpeget af flere økonomer og eksperter som årsag til mange af varemanglerne. Venezuelas regering har dog i stedet anklaget andre for at stå bag varemanglen, som bl.a. CIA og smuglere, og at der er blevet erklæret en "økonomisk krig" mod Venezuela.
Inden Nicolas Maduro blev præsident var landet lejlighedsvist udsat for varemangel som følge af høj inflation og en finansielt ineffektiv regering. Varemanglen begyndte dog at blive større i 2005, hvor 5 % af varerne ikke var tilgængelige ifølge Venezuelas Nationalbank. I januar 2008 var dette tal steget til 24,7 %, og den forblev sådan frem til maj 2008, hvor omkring 163 % af varerne var utilgængelige. I januar 2012 voksede varemanglen atter igen, og nåede næsten samme niveau som i 2008. Varemanglen fortsatte med at stige og nåede et nyt højeste niveau i februar 2014 med 28 %. Venezuela er stoppet med at rapportere varemanglen efter den nåede 28 %. I januar 2015 var hashtagget AnaquelesVaciosEnVenezuela eller EmptyShelvesInVenezuela nummer ét på trending topic på Twitter i Venezuela i to dage, hvor befolkningen postede billede af tomme butikshylder fra hele landet.
I august 2015 brugte den private amerikanske efterretningstjeneste Stratfor to satellitbilleder af Puerto Cabello, der er Venezuelas største handelshavn for importrede varer, til at vise, hvor alvorlig varemanglen var i landet. Det ene billede fra februar 2012 viste at havnen var fuld af shippingcontainere, da regeringen brugte et historiske højt beløb i anledning af Venezuelas præsidentvalg i 2012. Et andet billede fra juni 2015 viser havnen med et meget mindre antal containere, da landets regering ikke længere havde råd til at importere varer, da olieprisen faldt på verdensplan. Mod slutningen af 2015 er det blevet estimeret at landets varemangel er oppe over 75 %.
I 2016 frygtede eksperter en hungersnød i landet, og præsident Maduro har opfordret landets befolkning til at dyrke deres egen mad. I januar 2016 er det anslået at fødevaremanglen er mellem 50 % og 80 %. Den nyvalgte nationalforsamling, der primært består af oppositionens delegerede, "erklærede en national fødevarekrise" i februar samme år. Mange af landets indbyggere begyndte at lide under forsyningsmangel på elektricitet og vand, som følge af en lang periode, hvor det er blevet negligeret, misvedligeholdt og udsat for korruption under Maduros regering.
I efteråret 2016 blev det rapporteret, at der var mangel på omkring 85 % af alt medicin, hvilket forårsagede at folk døde, fordi de ikke kunne få den nødvendige hjælp.

## Rationering

### Mad
Økonomer mener at Venezuelas regering begyndte med rationering i 2014 som følge af flere forskellige årsager, inklusive en uproduktiv hjemlig industri der var blevet negativt påvirket af nationaliseringen og forvirrende valutakontrol der gjorde dem ude af stand til at få flere dollars ind i landet i form af import der skal betale de fleste af basisvarerne som skal ind i landet. Ifølge befolkningen rationerer regeringen også offentligt vand i over 180 timer om ugen som følge af dens dårlige leveringssystemer. Benzin er også blevet rationeret i Venezuela, angiveligt som følge af smugling af landets benzin til Columbia, hvor det bliver solgt for en højere pris..
I februar 2014 meddelte regeringen at der var blevet konfiskeret mere end 3.500 tons smuglervarer ved grænsen til Columbia i form af mad og brændstof, som ifølge dem skulle smugles eller bruges til "spekulation". Præsidenten i nationalforsamlingen, Diosdado Cabello, udtalte at den konfiskerede mad skulle gives til det venezuelanske folk, og at det ikke skulle ende "i hænderne på disse gangstere." En måned senere introducerede præsident Maduro et nyt "biometrisk kort" som krævede brugerens fingeraftryk kaldet Tarjeta de Abastecimiento Seguro som skulle bruges til at købe ind i statsejede supermarkeder eller deltage i virksomheder der skal bekæmpe smugling og prisspekulation. Det er blevet beskrevet som at være både et kundekort og rationeringskort. I maj 2014, måneder efter at kortet var blevet introduceret, blev det rapporteret at 503.000 personer havde registreret sig til kortet. I august 2014 blev det rapporteret af Tarjeta de Abastecimiento Seguro ikke havde formået at komme ud over prøvefasen, og at et andet biometrisk kort ville blive udviklet efter præsident Maduros anvisninger.
Kort efter, stadig i august, annoncerede Maduro skabelsen af et nyt frivilligt fingeraftrykssystem, der skulle forøge at dæmme op for fødevaremangel og smugling. Regeringen annoncerede også at 17.000 tropper ville blive udstationeret langs den colombianske grænse, hvor de skulle assistere med at få stoppet den voldsomme trafik der forgik over grænsen hver nat, og forsøgte at stoppe smuglingen. Effekten af den lukkede grænse om natten blev vurderet efter 30 dage. Efter voldsomme varemangler i januar 2015 annoncerede varehuskæden Makro at nogle af dens butikker ville begynde at bruge fingeraftrykssystemer, og at kunder ville bliver rationeret både på dags- og månedsbasis.

### Forsyning
Strømsvigt understreger bare i endnu højere grad en dysfunktionel regering ... denne regering regerer ikke.
Rationering af forsyninger som elektricitet og vand begyndte at øges i 2016. Manglen på vand i Venezuela resulterede i at regeringen gav mandat til at rationere vand, og mange af landets indbyggere er derfor ikke længere i stand til at få vand ind i deres hjem, men er i stedet afhængige af at regeringen leverer vand nogle gange om måneden. Dette har resulteret i at desperate personer ofte har vist deres frustrationer ved protester og er begyndt at stjæle vand fra "svømmebassiner, offentlige bygninger og sågar tankbiler" for at kunne overleve. Som følge af vandmangel har der været et "stigende antal tilfælde af sygdomme som fnat, malaria, diarre og amoebiasis i landet", ifølge Miguel Viscuña, der er direktør Epidemiology of the Health Corporation of Central Miranda
Venezuela har også oplevet mangel på elektricitet og landet er plaget af hyppige strømsvigt. Den 6. april 2016 beordrede præsident Maduro at offentligt ansatte ikke skulle komme på arbejde, da han antog at det ville reducere strømforbruget. De offentligt ansatte endte dog med at bruge mere energi i deres egne hjem i form af klimaanlæg, elektronisk udstyr og hvidevare. Den 20. april 2016 gav regeringen ordre på at rationere elektriciteten i ti af landets stater, inklusive hovedstaden Caracas; en uge efter flyttede Venezuelas tidszoner frem og landets kvinder blev bedt om ikke at bruge hårtørrer, i et forsøg på at reducere brugen af elektricitet. To dage senere, den 22. april, annoncerede ministeren for elektricitet, Luis Motta Dominguez, at fra den kommende uge ville der være tvungne strømsvigt over hele landet i fire timer om dagen, i de næste 40 dage.

### Reaktioner på rationering
Generelt har Venezuelas forbrugere været negativt indstillet overfor rationeringssystemet med fingeraftryk, og angiver at det har ført til længere køer, særligt når maskinerne til fingeraftryksgenkendelse ikke har virket, og at systemet ikke har været med til at reducere varemanglen, da det overser de store økonomiske ændringer som landet er nødt til at lave. Efter annonceringen af systemet var der adskillige demonstrationer i flere byer der fordømte initiativet. MUD oppositionskoalitionen opfordrede indbyggerne til at afvise systemet og indkaldte modstanderne til en nationale cacerolazo der primært finder sted i områder der traditionelt er imod regeringen. Studerende i staten Zulia demonstrerede også mod det foreslåede system. Lorenzo Mendoza, direktør for Empresas Polar, der er Venezuelas største fødevareproducent, udtrykte også uenighed med den foreslåede ordning og sagde, at man straffede 28 millioner venezuelanere for smugling, der blev udført af ganske få. I dagene efter annonceringen ændrede landets regering deres plan om at implementere systemet, og meddelte at det nu var frivilligt og kun omfattede 23 basisvarer.
På trods af utilfredshed med systemet blev det i oktober 2014 rapporteret i Wall Street Journal at rationeringssystemet med fingeraftryk er blevet udvidet til flere regeringsejede supermarkeder.

## Mulige årsager

### Valuta- og priskontrol
I det første år af Chavez' tid som præsident tog han nye sociale tiltag for at skabe de ønskede ændringer. Den 5. februar 2003 etablerede regeringen CADIVI, en valutakontrol der skulle styre valutahandler. Oprettelsen var også for at kontrollere valutaflugt ved at begrænse individer og kun at tilbyde en bestemt vekselkurs for deres udenlandske valutaer. Chávez' administration vedtog også landbrugsforanstaltninger, der gjorde at importen af fødevarer steg voldsomt, og produktionen af basisfødevarer som kød, ris og mælk faldt. Da Venezuela begyndte at være afhængige af import, og landet manglede dollars til at betale for de importerede varer, begyndte varemanglen.
Med de nye begrænsninger på udenlandsk valuta opstod et sort marked for valuta, da mange handelsdrivende i landet var afhængige af varer, der krævede betaling i udenlandsk valuta. I takt med at Venezuela printede flere penge til deres sociale programmer, fortsatte bolívaren med devaluere, da regering havde størstedelen af det mere stabile valutaer. Da handelsdrivende kun kunne få lov at modtage en vis mængde udenlandsk valuta, blev de nødt til at vende sig mod det sorte marked, hvilket medførte at priserne for almindelige forbrugere steg. De høje priser på det sorte marked gjorde det svært for forretninger at indkøbe de nødvendige varer og tjene på dem, fordi regeringen ofte tvang dem til prisnedsættelser, såsom den venezuelanske afdeling af McDonald's, der solgte en Big Macmenu for $10,90 i januar 2014, selvom de kun kunne tjene $1 på det sorte marked for de importerede varer. Da forretninger tjente så lidt på deres varer, forstærkede det effekten af varemangel idet de ikke kunne tjene nok til at importere eller producere ny vare, som landet var afhængig af.
Med med den manglende tilstrømning af udenlandsk valuta, og landets afhængighed af import, blev er skabt stor gæld. Uden at afregne den udestående gæld, kunne Venezuela heller ikke importere varer, der er nødvendige for den indenlandske produktion. Uden denne import blev der skabt yderligere varemangel, da den manglende produktion yderligere forstærkede varemanglen.

### Ekspropriering
Ifølge økonomen Ángel Alayón, har "den venezuelanske regering haft direkte kontrol over fødevaredistributionen i Venezuela" og transporten af alle fødevarer, selv blandt private firmaer, er kontrolleret af regeringen. Alayón hævder at problemet ikke er distributionen, men derimod produktionen da "ingen kan distribuere hvad der ikke bliver produceret." Ekspropriering udført at af landets regering har reduceret en fald i landets produktion. Ifølge Miguel Angel Santos, en forsker fra Kennedy School of Government på Harvard University, er "produktionen blevet ødelagt" som følge af den private ekspropriering der er foretaget siden 2004, mens en "bølge af forbrug baseret på import" er opblomstret, da Venezuela havde et overskod af penge tjent på olie.

### Smugling
I et interview med præsident Maduro af The Guardian, blev det noteret at en "betydelig del" af subsidiære basisvarer, som der var mangel på, blev smuglet ind i Colombia og solgt til en langt højere pris. Venezuelas regerings hævder at op mod 40 % af basisvarerne bliver smuglet ud af landet ind i nabolandene, som bl.a. Colombia, hvor de bliver solgt til højere priser. Økonomer stiller sig dog skeptiske overfor dette, og hævder at kun 10 % af produkterne bliver smuglet ud af landet. Oprettelsen af valutakontrol og tilskud blev af Reuters nævnt som værende væsentlige faktorer, der bidrager til smuglingen.

### Fødevareforbrug
I 2013 forslog formanden, Elias Eljuri, for den venezuelanske regerings Instituto Nacional de Estadística (INE) at alle varemangler var et resultat af, at landets befolkning spiste for meget, og udtalte at "95 % af alle folk spiser tre eller flere måltider om dagen" og refererede til en national undersøgelse. Data fra Venezuelas regerings statistiske afdeling viser dog at fødevareforbruget i 2013 faktisk er faldet.

## Effekter

### Arbitrage og hamstring
Som et resultat af varemangel og priskontrol er arbitrage (eller bachaqueo), muligheden for at købe billigt og sælge dyrt, blevet muligt. Varer der sælges med tilskud fra landets regering bliver smuglet ud af landet og solgt med profit som følge af dette. Hamstring blandt forbrugere er også steget, i takt med at varemanglen blev mere udbredt.

### Kriminalitet
Som følge af mangel på specifikke varegrupper er der sket voldelige røverier mod individer for at få fat i disse varer. Motorcykelorganisationer i Venezuela har rapporteret om motorcyklister, der er blevet overfaldet og dræbt for at få fat i deres motorcykler som følge af manglen på motorcykler og reservedele. Der er også rapporter om at myndigheder er blevet dræbt for at få deres våben eller lastbiler fyldt med varer der er blevet angrebet for at få fat i eftertragtede varer ombord i dem.

#### Plyndringer
I 2015 ledte stigende frustration over varemangel og timelange køer for at få varer udleveret til plyndringer landet over. Ifølge Venezuelan Observatory of Social Conflict er der foregået hundredvis af plyndringer og forsøg på plyndringer i landet i det første halvår af 2015. Det er blevet rapporteret at plyndringerne ikke udbredt før 2015, men at de steg igennem hele året, og at røverne viste tegn på "desperation og ubehag" og plyndrede fordi de var "frustrerede over den manglende mulighed for at få fat i basale varer".
I juli 2015 beskrev BBC News der hver uge blev delt videoer online med optagelser af plyndringer af supermarkeder og lastbiler for at få mad som følge af varemanglerne. I Ciudad Guyana skete der plyndringer i slutningen af juli, der resulterede i et dødsfald og massevis af anholdelser.

### Protester
Demonstrationer mod resultaterne af varemanglen har foregået i hele Venezuela. I august 2014 protesterede mange venezuelanere mod rationering med fingeraftryk, der var startet af Bolivaria-regeringen mens demonstrationerne mod varemanglen blev flere og flere fra slutningen af 2014 og ind i 2015. Af de 2.836 demonstrationer der blev afholdt i første halvdel af 2015 var en ud af seks imod varemanglen. I 2016, efter der begyndte at være mangel på vand, kom der yderligere flere demonstrationer.

### Psykologiske konsekvenser
Samlet set er det på præcis det tidspunkt, hvor du ikke længere kan finde et produkt, at det bliver mere værdifuldt end det plejede at være... Tænk på det som et kunstværk, der blev stjålet, og når den er fundet prisen er tre gange højere.
Ifølge analysebureauet Datanalisis overtog bekymringer om varemangel og inflation i 2015 for første gang i årevis bekymringen for voldelig kriminalitet som den primære bekymring i Venezuela. Ifølge den administrerende direktør i Datanalisis, Luis Vicente Leon, har usikkerhed i årevis plaget Venezuela, og indbyggerne er blevet vandt til kriminalitet, og har opgivet håbet om en løsning på dette problem. Vicente Leon erklærede også at borgerne i stedet var mere bekymrede over de problemer der omgiver dem. Eldar Shafir, forfatter og forsker i amerikansk adfærdsmæssige sammenhænge, siger at den psykologiske "besættelse" efter at få fat i sparsomme varer i Venezuela, gør at de bliver meget "kostbare".